# Beatrice Baldaccini
Beatrice Baldaccini (Lucca, 7 dicembre 1990) è un'attrice e cantante italiana.

## Biografia
Nel 2010 viene ingaggiata per il musical 80 voglia di... '80 per la regia di Fabrizio Angelini e subito dopo per Il mondo di Patty - Il musical più bello, tratto dal fenomeno televisivo, in cui ricopre il ruolo di Antonella, con una tappa della tournée italiana all'Arena di Verona. Nello stesso anno, nella produzione "Il Nido del Cuculo", regia di Paolo Ruffini, interpreta il ruolo di Mimì in Rent - No day but today per la regia dello stesso Ruffini. Intanto, sempre attiva la collaborazione con "Il Nido Del Cuculo" per cui prende parte come ensemble allo spettacolo TV, Ruffini e Canzoni, con la regia di Claudio Insegno.
Nel 2014-2015 viene scelta, fra oltre 500 aspiranti, per il ruolo di Cenerentola in Cercasi Cenerentola - Il musical, con Paolo Ruffini e Manuel Frattini, prodotto dalla Compagnia della Rancia/Medina Produzioni, regia di Saverio Marconi e Marco Iacomelli.
Nel 2015 è selezionata ad interpretare il ruolo di Sandy nel musical Grease, prodotto dalla Compagnia della Rancia e diretto da Saverio Marconi mentre, nello stesso anno, interpreta il ruolo di Fata Turchina in Pinocchio - Il grande musical di nuovo al fianco di Manuel Frattini.
Durante la stagione 2015-2016 interpreta nuovamente il ruolo di Sandy in Grease e nel maggio 2016 prende parte ad Hair Il Musical nel ruolo di Sheila, prodotto da Magnoprog.
Nella stagione 2016-2017 interpreta il ruolo di Ariel nel musical Footloose, prodotto da Stage Entertainment Italia al Teatro Nazionale di Milano. Si ricorda anche per lo spot della Fiesta Ferrero nei primi mesi del 2017, interpretando una studentessa universitaria innamorata di un giovane professore di scienze. Nel 2021 interpreta la parte della protagonista Vivian in Pretty Woman - The Musical, poi in tournée nella stagione 2022-2023.

## Teatro
- Joseph, la Strabiliante Tunica dei Sogni in Technicolor, regia di Eugenio Contenti (2007)
- Love, Accross The Universe, regia di Emanuele Gamba (2007)
- Welcome to the Machine, regia di Emilio Galigani (2008)
- Jesus Christ Superstar, versione italiana, regia di Mara Mazzei (2008)
- 80 voglia di 80, regia di Fabrizio Angelini (2009)
- Il Mondo di Patty - Il Musical, regia di Toto Vivinetto (2010)
- Rent - No Day But Today, regia di Paolo Ruffini (2010)
- Rocky Horror Live Concert Show, regia di Riccardo Giannini (2011)
- Tv, Ruffini e Canzoni, regia di Claudio Insegno (2011)
- The Commitments, regia di Riccardo Giannini (2012)
- 8 donne e un mistero, regia di Riccardo Giannini (2012)
- E se il piccolo..., regia di Daniele Cauduro (2013)
- Shrek Il Musical, regia di Claudio Insegno (2012-2013)
- Biancaneve il Musical, regia di Maurizio Lombardi (2014)
- Cercasi Cenerentola - Il musical, regia di Saverio Marconi e Marco Iacomelli (2014-2015)
- Grease, regia di Saverio Marconi (2015-2016)
- Pinocchio - Il grande musical, regia di Saverio Marconi (2015)
- Un curioso accidente, regia di Riccardo Giannini (2015)
- Footoose Il Musical (2016)
- Un Natale da favola, regia di Carlo Oldani, prodotto da Stage Entertainment Italia (2016)
- Pretty Woman, versione italiana, regia di Chiara Noschese (2021)
- Il gatto in cantina, commedia musicale, regia di Sandro Querci (2023)

## Programmi televisivi
- Stracult, corista su Rai Due (2012)
- All together now, terza edizione (2020)
- Up & Down - Un natale normale, cantante su Italia 1 (2020)
- Before Pintus, su Amazon Prime Video (2021)
- The Band, su Rai Uno, cantante e front girl del gruppo Cherry Bombs (2022)

## Discografia
- 2010 - Il mondo di Patty - Il musical più bello (ed. Edel Music)
- 2013 - E se il piccolo... (ed. L'Asteroide)
- 2014 - Cercasi Cenerentola (ed. Tam Tam)
- 2015 - Grease (ed. Warner Chappel Music Italian & Sony Music/ATV)